# Philo Paz Armand
Philo Paz Patrick Armand (ur. 12 marca 1996 w Dżakarcie) – indonezyjski kierowca wyścigowy.

## Kariera

### Formuła Renault 2.0
Armand rozpoczął karierę w jednomiejscowych samochodach wyścigowych w 2012 roku od gościnnych startów w edycji zimowej Formuły Renault BARC. Rok później dołączył do stawki Północnoeuropejskiego Pucharu Formuły Renault 2.0 oraz Alpejskiej Formuły Renault 2.0. W edycji północnoeuropejskiej z dorobkiem 45 punktów został sklasyfikowany na 28 pozycji, w serii alpejskiej nie zdobywał punktów. 
W 2014 roku Indonezyjczyk poświęcił się startom w Alpejskiej Formule Renault 2.0 z ekipą Tech 1 Racing. Uzbierał łącznie 23 punkty, co dało mu osiemnaste miejsce w klasyfikacji generalnej. Wystartował również gościnnie w czterech wyścigach Europejskiego Pucharu Formuły Renault 2.0

### Formuła Renault 3.5
W sezonie 2015 awansował do Formuły Renault 3.5, gdzie nawiązał współpracę z hiszpańską ekipą Pons Racing. Indonezyjczyk wystartował w dziesięciu wyścigach. Jedyny punkt za dziesiątą lokatę odnotował w na ulicznym torze Monte Carlo. Podczas rundy na brytyjskim torze Silverstone zastąpił go Holender Meindert van Buuren, natomiast począwszy od eliminacji na niemieckim Nürburgringu jego obowiązki przejął Japończyk Yu Kanamaru. Indonezyjczyk został sklasyfikowany na 26. miejscu.

## Wyniki

### GP2
| Legenda oznaczeń w tabelach wyników Wyświetl szablon na nowej stronie | Legenda oznaczeń w tabelach wyników Wyświetl szablon na nowej stronie                                                                     |
| Oznaczenie                                                            | Wyjaśnienie |
| --------------------------------------------------------------------- | --- |
| Złoty                                                                 | Zwycięzca lub mistrzostwo |
| Srebrny                                                               | 2. miejsce lub wicemistrzostwo |
| Brązowy                                                               | 3. miejsce lub II wicemistrzostwo |
| Zielony                                                               | Ukończył, punktował (w klasyfikacji generalnej, gdy zdobył co najmniej jeden punkt na przestrzeni sezonu, poza trzema powyższymi opcjami) |
| Niebieski                                                             | Ukończył, nie punktował (w klasyfikacji generalnej, gdy nie zdobył co najmniej jednego punktu na przestrzeni sezonu)                      |
| Czerwony                                                              | Nie zakwalifikował się (NZ) |
| Czerwony                                                              | Nie prekwalifikował się (NPK) |
| Różowy                                                                | Nie ukończył (NU) |
| Różowy                                                                | Niesklasyfikowany (NS) (w klasyfikacji generalnej, gdy nie został sklasyfikowany w żadnym wyścigu sezonu)                                 |
| Czarny                                                                | Zdyskwalifikowany (DK) |
| Czarny                                                                | Wykluczony (WYK/EX) |
| Biały                                                                 | Nie wystartował (NW) |
| Biały                                                                 | Kontuzjowany (K/INJ) |
| Biały                                                                 | Wyścig odwołany (OD/C) |
| Bez koloru                                                            | Został wycofany (WYC/WD) |
| Bez koloru                                                            | Nie przybył (NP/DNA) |
| Bez koloru                                                            | Nie brał udziału w treningach (NT/DNP) |
| Bez koloru                                                            | Nie został zgłoszony (–) |
| Pogrubienie                                                           | Start z pole position |
| Kursywa                                                               | Najszybsze okrążenie wyścigu |
| †                                                                     | Nie ukończył, ale jego rezultat został zaliczony ze względu na przejechanie więcej niż 90% dystansu wyścigu.                              |
| *                                                                     | Sezon w trakcie |
| 1/2/3                                                                 | Punktowana pozycja w sprincie kwalifikacyjnym                                                                                             |
| Lista systemów punktacji Formuły 1                                    | |

| Rok  | Zespół  | Wyniki w poszczególnych eliminacjach | Wyniki w poszczególnych eliminacjach | Wyniki w poszczególnych eliminacjach | Wyniki w poszczególnych eliminacjach | Wyniki w poszczególnych eliminacjach | Wyniki w poszczególnych eliminacjach | Wyniki w poszczególnych eliminacjach | Wyniki w poszczególnych eliminacjach | Wyniki w poszczególnych eliminacjach | Wyniki w poszczególnych eliminacjach | Wyniki w poszczególnych eliminacjach | Wyniki w poszczególnych eliminacjach | Wyniki w poszczególnych eliminacjach | Wyniki w poszczególnych eliminacjach | Wyniki w poszczególnych eliminacjach | Wyniki w poszczególnych eliminacjach | Wyniki w poszczególnych eliminacjach | Wyniki w poszczególnych eliminacjach | Wyniki w poszczególnych eliminacjach | Wyniki w poszczególnych eliminacjach | Wyniki w poszczególnych eliminacjach | Wyniki w poszczególnych eliminacjach | Punkty | Pozycja |
| ---- | ------- | ------------------------------------ | ------------------------------------ | ------------------------------------ | ------------------------------------ | ------------------------------------ | ------------------------------------ | ------------------------------------ | ------------------------------------ | ------------------------------------ | ------------------------------------ | ------------------------------------ | ------------------------------------ | ------------------------------------ | ------------------------------------ | ------------------------------------ | ------------------------------------ | ------------------------------------ | ------------------------------------ | ------------------------------------ | ------------------------------------ | ------------------------------------ | ------------------------------------ | ------ | ------- |
| 2016 | Trident | ESP                                  | ESP                                  | MON                                  | MON                                  | AZE                                  | AZE                                  | AUT                                  | AUT                                  | GBR                                  | GBR                                  | HUN                                  | HUN                                  | GER                                  | GER                                  | BEL                                  | BEL                                  | ITA                                  | ITA                                  | MAL                                  | MAL                                  | ARE                                  | ARE                                  | 0      | 24      |
| 2016 | Trident | NU                                   | NU                                   | 16                                   | NU                                   | NU                                   | NU                                   | 15                                   | 14                                   | 20                                   | 20                                   | 19                                   | 15                                   | 16                                   | NU                                   | 20                                   | 19                                   | 18                                   | 17                                   | 19                                   | NU                                   | 16                                   | 18                                   | 0      | 24      |

### Formuła Renault 3.5
| Legenda oznaczeń w tabelach wyników Wyświetl szablon na nowej stronie | Legenda oznaczeń w tabelach wyników Wyświetl szablon na nowej stronie                                                                     |
| Oznaczenie                                                            | Wyjaśnienie |
| --------------------------------------------------------------------- | --- |
| Złoty                                                                 | Zwycięzca lub mistrzostwo |
| Srebrny                                                               | 2. miejsce lub wicemistrzostwo |
| Brązowy                                                               | 3. miejsce lub II wicemistrzostwo |
| Zielony                                                               | Ukończył, punktował (w klasyfikacji generalnej, gdy zdobył co najmniej jeden punkt na przestrzeni sezonu, poza trzema powyższymi opcjami) |
| Niebieski                                                             | Ukończył, nie punktował (w klasyfikacji generalnej, gdy nie zdobył co najmniej jednego punktu na przestrzeni sezonu)                      |
| Czerwony                                                              | Nie zakwalifikował się (NZ) |
| Czerwony                                                              | Nie prekwalifikował się (NPK) |
| Różowy                                                                | Nie ukończył (NU) |
| Różowy                                                                | Niesklasyfikowany (NS) (w klasyfikacji generalnej, gdy nie został sklasyfikowany w żadnym wyścigu sezonu)                                 |
| Czarny                                                                | Zdyskwalifikowany (DK) |
| Czarny                                                                | Wykluczony (WYK/EX) |
| Biały                                                                 | Nie wystartował (NW) |
| Biały                                                                 | Kontuzjowany (K/INJ) |
| Biały                                                                 | Wyścig odwołany (OD/C) |
| Bez koloru                                                            | Został wycofany (WYC/WD) |
| Bez koloru                                                            | Nie przybył (NP/DNA) |
| Bez koloru                                                            | Nie brał udziału w treningach (NT/DNP) |
| Bez koloru                                                            | Nie został zgłoszony (–) |
| Pogrubienie                                                           | Start z pole position |
| Kursywa                                                               | Najszybsze okrążenie wyścigu |
| †                                                                     | Nie ukończył, ale jego rezultat został zaliczony ze względu na przejechanie więcej niż 90% dystansu wyścigu.                              |
| *                                                                     | Sezon w trakcie |
| 1/2/3                                                                 | Punktowana pozycja w sprincie kwalifikacyjnym                                                                                             |
| Lista systemów punktacji Formuły 1                                    | |

| Rok  | Zespół      | Wyniki w poszczególnych eliminacjach | Wyniki w poszczególnych eliminacjach | Wyniki w poszczególnych eliminacjach | Wyniki w poszczególnych eliminacjach | Wyniki w poszczególnych eliminacjach | Wyniki w poszczególnych eliminacjach | Wyniki w poszczególnych eliminacjach | Wyniki w poszczególnych eliminacjach | Wyniki w poszczególnych eliminacjach | Wyniki w poszczególnych eliminacjach | Wyniki w poszczególnych eliminacjach | Wyniki w poszczególnych eliminacjach | Wyniki w poszczególnych eliminacjach | Wyniki w poszczególnych eliminacjach | Wyniki w poszczególnych eliminacjach | Wyniki w poszczególnych eliminacjach | Wyniki w poszczególnych eliminacjach | Punkty | Pozycja |
| ---- | ----------- | ------------------------------------ | ------------------------------------ | ------------------------------------ | ------------------------------------ | ------------------------------------ | ------------------------------------ | ------------------------------------ | ------------------------------------ | ------------------------------------ | ------------------------------------ | ------------------------------------ | ------------------------------------ | ------------------------------------ | ------------------------------------ | ------------------------------------ | ------------------------------------ | ------------------------------------ | ------ | ------- |
| 2015 | Pons Racing | ARA                                  | ARA                                  | MON                                  | BEL                                  | BEL                                  | HUN                                  | HUN                                  | AUT                                  | AUT                                  | UK                                   | UK                                   | DEU                                  | DEU                                  | FRA                                  | FRA                                  | JER                                  | JER                                  | 1      | 26      |
| 2015 | Pons Racing | 13                                   | 17                                   | 10                                   | 16                                   | 15                                   | 13                                   | NU                                   | -                                    | -                                    | NU                                   | 16                                   | -                                    | -                                    | -                                    | -                                    | -                                    | -                                    | 1      | 26      |

### Podsumowanie
| Sezon | Seria                                         | Zespół             | Wyścigi | Zwycięstwa | PP | NO | Podium | Punkty | Pozycja |
| ----- | --------------------------------------------- | ------------------ | ------- | ---------- | -- | -- | ------ | ------ | ------- |
| 2012  | Formuła Renault BARC (edycja zimowa)          | Fortec Motorsports | 2       | 0          | 0  | 0  | 0      | 0      | NS†     |
| 2013  | Północnoeuropejski Puchar Formuły Renault 2.0 | Fortec Motorsports | 16      | 0          | 0  | 0  | 0      | 45     | 28      |
| 2013  | Alpejska Formuła Renault 2.0                  | Tech 1 Racing      | 4       | 0          | 0  | 0  | 0      | 0      | NS†     |
| 2014  | Alpejska Formuła Renault 2.0                  | Tech 1 Racing      | 14      | 0          | 0  | 0  | 0      | 23     | 18      |
| 2014  | Europejski Puchar Formuły Renault 2.0         | Tech 1 Racing      | 4       | 0          | 0  | 0  | 0      | 0      | NS†     |
| 2015  | Formuła Renault 3.5                           | Pons Racing        | 9       | 0          | 0  | 0  | 0      | 1      | 26      |
| 2016  | Seria GP2                                     | Trident            | 22      | 0          | 0  | 0  | 0      | 0      | 24      |

† – Armand nie był zaliczany do klasyfikacji.